# 保拿·高杜奴
保拿·高杜奴（Bouna Coundoul，1982年3月4日—），一般称作高杜奴，生于達喀爾，塞內加爾职业足球运动员，现效力于南非足球超級聯賽球会鉑星，他曾出席2008年非洲國家盃，雖然只是因首席門將受傷而僅獲上陣機會，但其表現不俗。
2015年2月加盟南非足球超級聯賽鉑星，同年6月延長合約3年。
1. ↑  .   [2016-01-08]. （原始内容存档于2019-12-06）.
2. ↑  .   [2016-01-08]. （原始内容存档于2016-03-04）.